# Costruzione della ferrovia Milano-Bologna
La costruzione della ferrovia Milano-Bologna ha avuto inizio relativamente tardi nel panorama delle linee che all'epoca sembravano sorgere in ogni angolo dell'ancora non unita Italia.
In riviste amatoriali si legge spesso che la linea fu concepita come prolungamento e congiungimento verso sud della linea che andava da Torino a Genova. Non è del tutto esatto. Anche se vi furono dei tentativi per costruire una breve linea da Parma a Piacenza proprio a questo scopo, la ferrovia Milano-Bologna è stata concepita come un tutto organico, facente parte di una più lunga linea che arrivava in Toscana.
Una sola differenza: il progetto prevedeva una parte, la Piacenza-Bologna propulsa dai governi dei ducati di Parma e Piacenza, di Modena e Reggio e dello Stato Pontificio: mentre la parte da Milano a Piacenza era propulsa dall'impero Asburgico. Non bisogna dimenticare il Granducato di Toscana, interessato al progetto per la tratta appenninica di sua competenza, da Porretta a Pistoia, ma che è solo sfiorato dall'argomento principale di questa voce.
Tutti i governi di questi Stati italiani erano accomunati in una Convenzione per la costruzione della grande strada ferrata.

## Fermenti ferroviari

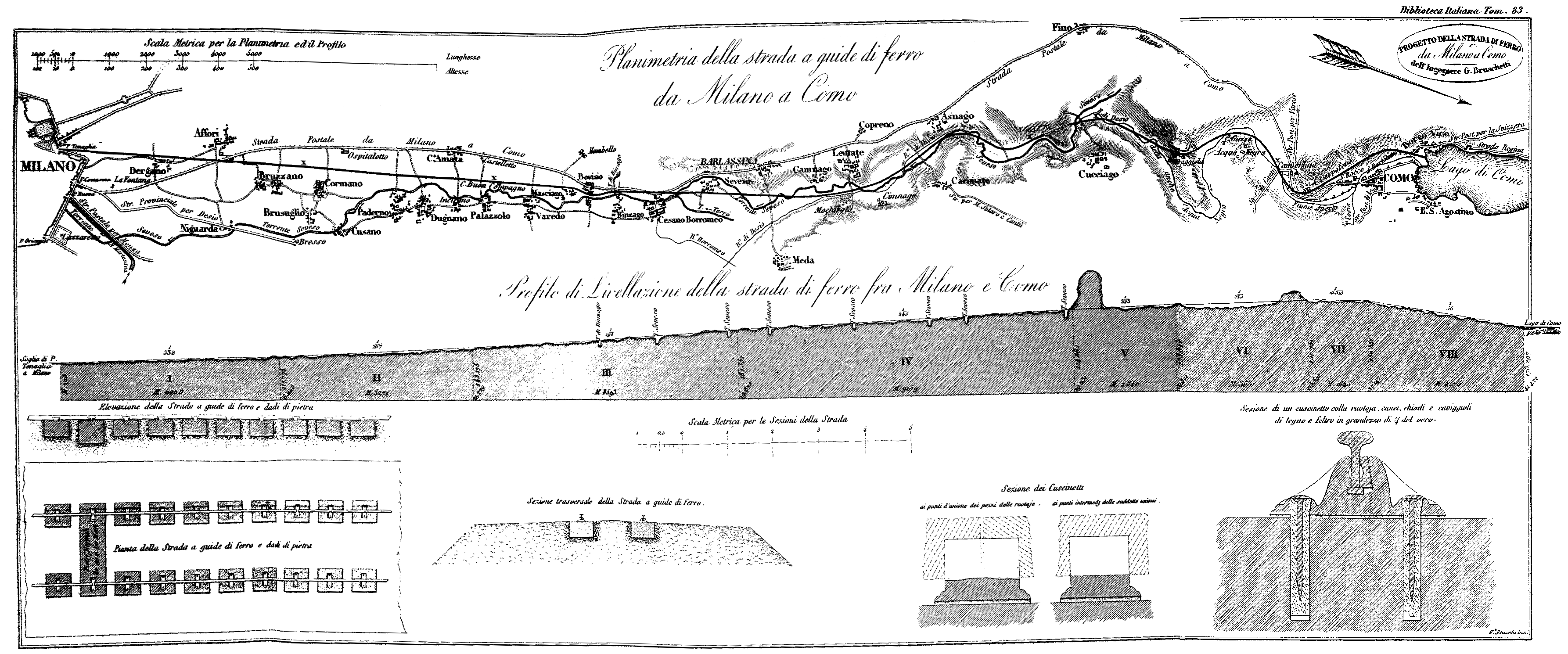
Il Progetto dell'ing. Giuseppe Bruschetti per la linea Milano-Como (1836)

Rimanendo nell'area del nord Italia, dopo l'inaugurazione della Ferrovia Milano-Monza (17 agosto 1840), si assistette all'apertura di numerose tratte sia nel Lombardo-Veneto dove progetti e polemiche alternativamente acceleravano e frenavano la costruzione della Milano-Venezia, la "Ferdinandea", di una Milano-Como, di una Milano-Bergamo. Nel Regno di Sardegna, per contro, l'azione dello Stato favorì, entro certi limiti, la creazione di linee ferroviarie ma ancora,
(Anon., Le strade ferrate del Piemonte e quelle del Lombardo-Veneto in "Annali universali di statistica", vol. XIII, serie III, Milano, 1857. in S. Gallio, Oggi è un'ora di viaggio. La costruzione della strada ferrata tra Milano e Bologna, Clueb, Bologna, 2009, pag. 55)
Fermenti si ebbero anche nei "Ducati" di Parma e Piacenza e di Modena e Reggio senza però che i progetti prendessero una via costruttiva. Anche nell'area bolognese, possedimento dello Stato della Chiesa, ci fu qualche tentativo di progettazione di una linea ferroviaria; il 1º maggio 1842 l'ing. Pietro Pancaldi lesse una "memoria" presso la "Società Agraria della Provincia di Bologna". La memoria porta il titolo: "Idea di progetto di una supposta strada ferrata nella Provincia di Bologna".
Il frazionamento politico del nostro Paese, abbinato ad un'economia ancora arretrata rispetto, ad esempio, a quella inglese e francese, frenava quindi lo sviluppo organico delle idee ferroviarie e si dovette attendere la congiunzione di alcune variabili favorevoli perché sparse e spesso velleitarie iniziative fossero convogliate verso un unico progetto.
Eppure una simile linea era stata ipotizzata già dall'architetto e ingegnere Luigi Tatti nella sua traduzione di un importante libro "ferroviario" del francese E. Biot.
In una nota per "italianizzare" il libro, Tatti suggeriva:
(É. Biot, L'Architetto delle Strade Ferrate, ovvero Saggio sui Principi Generali nell'arte di formare le strade di ruotaje in ferro, A. Monti, Milano, 1837. (tratto in italiano da L.Tatti), p. 170, nota 1), in S. Gallio, Oggi è un'ora di viaggio. La costruzione della strada ferrata tra Milano e Bologna, cit., pagg. 20-21)
Il libro tradotto da Tatti esce in Italia nel 1837; da pochi mesi era stato pubblicato il progetto dell'ingegner Giuseppe Bruschetti per la linea Milano-Como ideata da Zanino Volta (figlio del grande Alessandro), da pochi mesi si era dato inizio ai lavori per la costituzione della "Commissione fondatrice veneta per la costruzione della strada ferrata da Venezia a Milano" (giugno 1837).

## Proposte nei vari Stati

### Ducato di Parma
Stando agli "Annali Universali di statistica" di Milano, nel 1844
("Annali universali di statistica", Milano, 1847, in S. Gallio, Oggi è un'ora di viaggio. La costruzione della strada ferrata tra Milano e Bologna, cit., p. 51.)
Però come riferisce Ilarione Petitti, l'idea era stata lanciata già dal 1842 e nel 1844 il gruppo di ingegneri aveva già presentato un progetto di massima.
In effetti costruire una linea ferroviaria che collegasse solo Parma a Piacenza non avrebbe avuto un significato economico interessante. Per sfruttare le sue potenzialità la struttura avrebbe dovuto essere, almeno, il primo passo per collegare il ducato alla edificanda linea Torino-Genova da una parte e il ducato di Modena dall'altra.
Un altro progetto ipotizzava una linea da Parma verso Lucca e Livorno, che però doveva passare attraverso il territorio di Massa (e Carrara) appartenente al ducato di Modena.
La strada in discorso adunque, anche supposta possibile nel rispetto dell'arte e della spesa, sarebbe resa improbabile per gli accennati rifiuti dei prìncipi, senza il consenso dei quali non può farsi.»
(I. Petitti, Delle strade ferrate italiane e del miglior ordinamento di esse, in S. Gallio, Oggi è un'ora di viaggio. La costruzione della strada ferrata tra Milano e Bologna, cit., p. 57)
Oggi si possono forse definirle banali questioni di campanile, ma all'epoca si parlava di due veri Stati con le loro difficoltà economiche e i loro interessi che non sono meno importanti in proporzione alle dimensioni del territorio;
(S. Gallio, Oggi è un'ora di viaggio. La costruzione della strada ferrata tra Milano e Bologna, cit., p. 57)

### Ducato di Modena
Il duca di Modena, sembrava non essere tanto interessato a una breve ferrovia che non fosse un ponte fra i due stati vicini e cercava invece di ottenere una linea che attraversasse il suo ducato da nord a sud e, attraverso l'Appennino, arrivare a Lucca e Livorno attraverso i suoi territori. E naturalmente senza passare per i territori del vicino. Con qualche freccia in più al suo arco. Il duca di Modena poteva arrivare al mare stando ben lontano dalle terre dei Savoia come invece sarebbe stato per una linea fra le montagne parmensi.

### Stato della Chiesa
Qui, sfortunatamente, il papa regnante, Gregorio XVI, non approvava le ferrovie tanto da lasciar cadere anche un progetto nato a Bologna nel 1844. Il già citato ingegner Pancaldi aveva trovato forti appoggi locali come i marchesi Pizzardi e Gioachino Rossini per presentare - era il 25 settembre 1844 - alla corte romana un progetto di ferrovia che partisse da Forte Urbano, l'odierna Castelfranco Emilia, fino ad Ancona. Questo porto papalino di buona importanza avrebbe potuto servire con rapidità l'entroterra emiliano e non solo emiliano. Ma nemmeno nobili e altolocati personaggi riuscirono a smuovere il Papa dalle sue convinzioni e la ferrovia dovette attendere tempi migliori.

### Regno Lombardo-Veneto

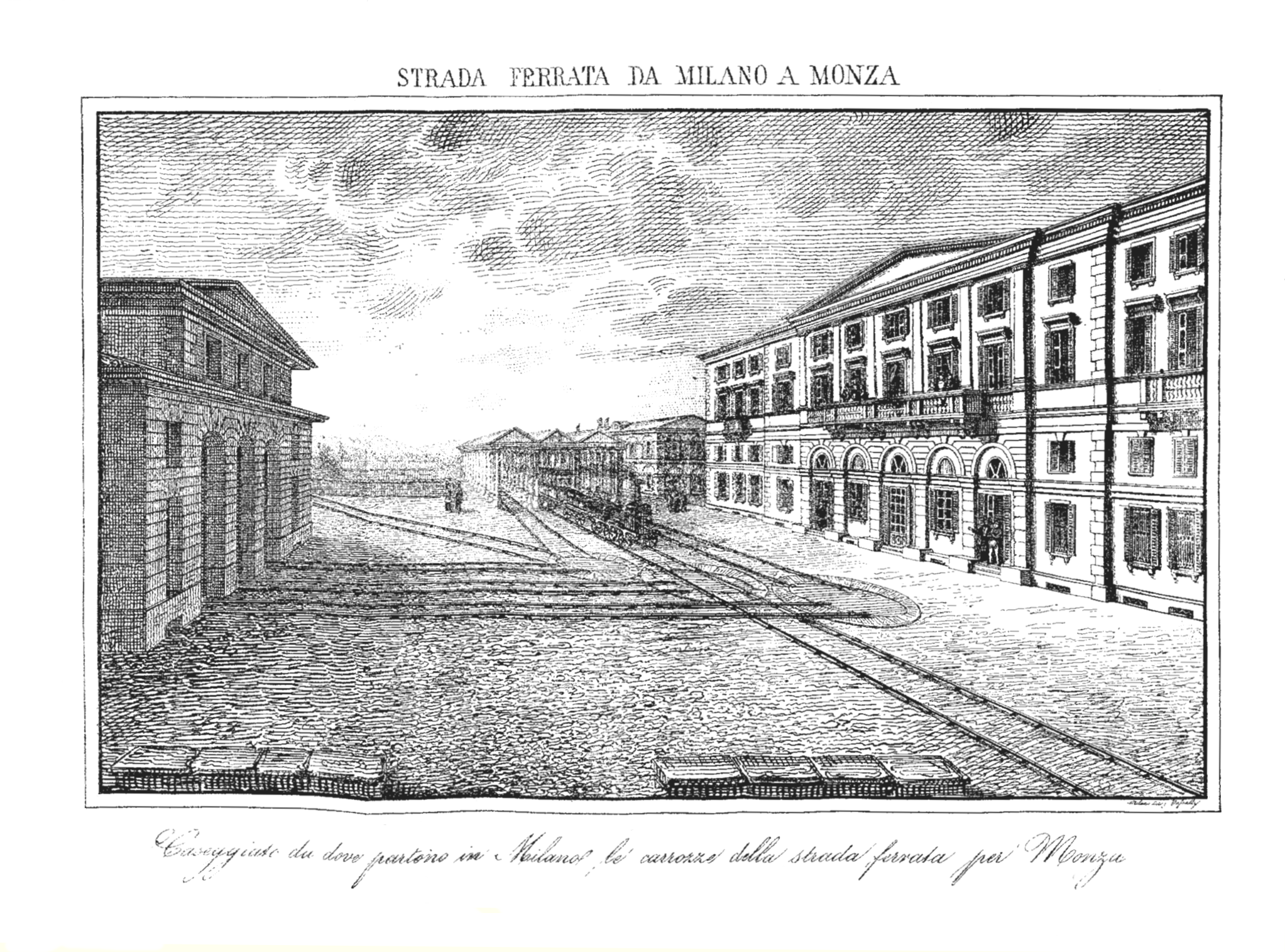
Stazione di Milano Porta Nuova, capolinea della Milano-Monza (1840)

Questo Stato, il più ricco dell'area italiana e dipendente dall'Impero austriaco, era interessato dalla costruzione di alcune ferrovie, progettate però in ottica quasi esclusivamente interna. La parte del leone, sul piano progettuale e finanziario era certo assegnata alla linea Venezia-Milano che richiedeva forti concentrazioni di capacità ingegneristiche, all'epoca ancora rare, e soprattutto di capitali tanto ingenti da dover essere in buona parte reperiti sui mercati internazionali di area germanica. In primis si discutevano le ipotesi di varianti della Milano-Venezia. Progetti e idee arrivavano a ipotizzare un tracciato perfino parallelo al Po; un tracciato via Bergamo e Monza, vari tracciati intermedi con allacciamenti fra linea e le maggiori città. Ma anche altre linee erano progettate e dibattute: Milano-Como, Milano-Bergamo, Milano-Monza e così via. Di una non si parlava...
A detta dell'ingegner Filippo Bignami
(F. Bignami, Nota dell'ingegnere Filippo Bignami sulla Ferrovia da Milano a Piacenza, Il Politecnico, Milano, 1860, in S. Gallio, Oggi è un'ora di viaggio. La costruzione della strada ferrata tra Milano e Bologna, cit., p. 15.)
Risulta quindi notevole che un tratto di strada ferrata, ipotizzata già in un'epoca che potremmo quasi definire proto-ferroviaria, sia rimasta tanto negletta e per così lungo tempo. È però agile comprendere che se i ducati e il Papa erano piuttosto tiepidi verso un'infrastruttura che pure interessava direttamente le loro principali città e la parte più ricca dei loro territori, per gli Asburgo, una ferrovia tale da "collegare" Milano, la più grande città dei loro più occidentali possedimenti, a territori italiani non direttamente sotto il loro controllo, non doveva apparire per nulla prioritaria. Gli sforzi si stavano concentrando sulle ferrovie in costruzione "dentro" l'impero, oltre le Alpi e attraverso di esse.

## Fattori che cambiano
Le cose cambiarono quando al Soglio di Pietro salì Pio IX. La sua forza riformatrice spostò le priorità dello Stato della Chiesa orientandole, fra l'altro, verso una maggiore integrazione con le realtà territoriali circostanti.
Un altro fattore certamente decisivo fu la politica del Regno di Sardegna che, dopo la sconfitta di Carlo Alberto, stava facendosi, con Cavour e Vittorio Emanuele II molto più aggressiva nei confronti del confinante Impero. L'azione diplomatica di Cavour nei confronti della Francia di Napoleone III non era certo passata inosservata a Vienna. Qui ci si era resi conto che le armate dell'Impero erano forse potenti ma chiuse entro il territorio stesso e l'Imperial Regia Marina era, in pratica, confinata nell'Adriatico.
Questa situazione richiedeva una decisa accelerazione nelle capacità di spostamento delle truppe di terra e dei loro armamenti. E richiedeva anche la possibilità di fornire alla Marina una base affidabile cui poter fare capo. Nel Tirreno o meglio (come si diceva all'epoca) nel Mediterraneo. Il porto più logico si trovava in Toscana, granducato retto da uno "di famiglia", Leopoldo II di Asburgo-Lorena: il porto di Livorno. Questo porto aveva, tra l'altro il vantaggio di essere abbastanza vicino alla Genova degli avversari Savoia, di controllare Tolone, storicamente sede di una flotta francese, di controllare più efficacemente il tratto di mare fra il continente e la Sardegna che poteva così essere tagliata fuori dal territorio metropolitano.
Livorno aveva l'ulteriore vantaggio di essere già collegata, dal 1844, con l'entroterra toscano attraverso la Ferrovia Leopolda che arrivava a Firenze attraverso Empoli. Ma, soprattutto si parlava già di una Ferrovia Maria Antonia che avrebbe toccato Prato, Pistoia e Lucca per poi congiungersi a Pisa con la Leopolda. E con Livorno.
Questo particolare non sembri secondario. A Vienna ci si rendeva perfettamente conto delle difficoltà di attraversare l'Appennino e che ogni possibilità di velocizzare i trasporti militari dal Lombardo-Veneto al Mediterraneo andava sfruttata. Specialmente se le infrastrutture erano già pronte o in via di approntamento.
Per questo motivo le priorità degli austriaci andavano ad un'ipotesi di collegamento ferroviario che partisse da Mantova caposaldo del famoso "Quadrilatero", attraversasse il Po a Borgoforte e arrivasse a Modena o Reggio Emilia. Da qui si sarebbe affrontato l'Appennino per scendere a Lucca. La linea geograficamente più conveniente. Purtroppo per gli Asburgo, il duca di Modena sembrava non disporre di capacità finanziarie sufficienti e i Lorena non erano tanto interessati a una linea transappenninica che vedeva Firenze, la capitale del Granducato, piuttosto defilata.
Esisteva però dal 1838 un inizio di studi per la realizzazione di una ferrovia che partisse da Pistoia e arrivasse alle Terme della Porretta, in territorio papalino.

## Interessi convergenti
La congiunzione di molteplici interessi portò infine ad un inizio di movimento di intenti. Le forze e gli interessi cominciarono a coagularsi nei primi mesi del 1851.
Se Licurgo Cappelletti riferisce che mentre ancora nel marzo di quell'anno
(L. Cappelletti, Austria e Toscana: sette lustri di storia, Torino, 1918. in S. Gallio, Oggi è un'ora di viaggio. La costruzione della strada ferrata tra Milano e Bologna, cit., p. 44.)
Il perché sembra lampante:
(S. Gallio, Oggi è un'ora di viaggio. La costruzione della strada ferrata tra Milano e Bologna, cit., p. 48.)
Ma se Trieste poteva soffrire per un porto concorrente, una ferrovia ben lontana dall'Adriatico non avrebbe fatto sorgere problemi. Solo pochi mesi dopo, infatti, a Roma era stato inviato, cosa di cui ci informa l'arciduca Leopoldo, il Consigliere Giovanni Baldasseroni, Presidente del mio Consiglio dei Ministri per trattare di questa e altre questioni importanti.
Quali fossero le questioni importanti è riportato sempre da Cappelletti. Si stava cercando di arrivare a un Concordato fra la Santa Sede, l'arciducato toscano, il ducato di Modena e il Regno di Napoli. Lo stesso Leopoldo II ammette che:
(L. Cappelletti, Austria e Toscana: sette lustri di storia, cit., in S. Gallio, Oggi è un'ora di viaggio. La costruzione della strada ferrata tra Milano e Bologna, cit., p. 45. - l'uso delle maiuscole in "SOLO" è dello stesso arciduca)
Il 17 marzo 1851 Baldasseroni, scriveva a Leopoldo II:
(L. Cappelletti, Austria e Toscana: sette lustri di storia, cit., in S.Gallio, Oggi è un'ora di viaggio. La costruzione della strada ferrata tra Milano e Bologna, cit., p. 68.)
A detta di Cappelletti il Papa non credeva che le linee citate sarebbero state costruite ma non poteva obbligarsi a non le fare. Sempre cercando, diplomaticamente, di non sembrare provocatorio verso l'Austria, per mostra di buona volontà Pio IX lasciò sperare che se fosse stata costruita la Roma-Ancona avrebbe favorito un collegamento con la toscana linea "Senese".
Dieci giorni dopo, il 27 marzo 1851, il barone di Hügel, ministro austriaco che era a Firenze, mandava istruzioni al conte Esterhazy, a Roma, di cambiare atteggiamento,
(L. Cappelletti, Austria e Toscana: sette lustri di storia, cit., in S. Gallio, Oggi è un'ora di viaggio. La costruzione della strada ferrata tra Milano e Bologna, cit., p. 69.)
La lettera di Baldasseroni era servita. Si permetteva al Papa di collegare con linee ferroviarie Bologna con Ancona e questa con Roma e Civitavecchia. Il Papa "avutane facoltà" dall'Austria, prometteva di concedere la congiunzione della via ferrata centrale senese colla via, che da Ancona si dirigeva per Roma a Civitavecchia.

### Paradossi
Primo paradosso che accompagna la nascita di questa linea. Il 17 marzo l'Austria blocca le intenzioni di Pio IX di costruire una rete ferroviaria nel proprio Stato; il 27 marzo la situazione si inverte: Vienna dava istruzioni al suo plenipotenziario
(L. Cappelletti, Austria e Toscana: sette lustri di storia, cit., in S. Gallio, Oggi è un'ora di viaggio. La costruzione della strada ferrata tra Milano e Bologna, cit., p. 69.)
E dava facoltà al regnante Pio IX di modernizzare i trasporti del suo stesso Stato.
Un altro paradosso, cinque anni prima, si era avuto a Parma quando gli "ingegneri milanesi" volevano costruire la Parma-Piacenza; in quel caso
(S. Gallio, Oggi è un'ora di viaggio. La costruzione della strada ferrata tra Milano e Bologna, cit., pp. 53-54.)

## La Convenzione del 1851
Il 1º maggio 1851 si giunse finalmente quindi alla sottoscrizione della prima "Convenzione fra alcuni Stati italiani per la costruzione della Strada Ferrata dell'Italia Centrale" il cui articolo 1 recita:
(Cfr. S. Gallio, Oggi è un'ora di viaggio. La costruzione della strada ferrata tra Milano e Bologna, cit., p. 63.)
Con statuto del 26 giugno 1852, a Modena, fu creata la "Società Anonima per la Strada Ferrata dell'Italia Centrale" con sede a Firenze, cui venne affidata la Concessione per la costruzione della strada ferrata. I lavori dovevano finire entro quattro anni. La Strada ferrata dell'Italia centrale avrebbe dovuto entrare in esercizio, quindi, nel 1855. Questa Società doveva però essere nata sotto una cattiva stella perché i lavori ben presto si arenarono, soprattutto nel tratto appenninico, dove la progettazione e la costruzione si rivelavano irte di difficoltà.
Se nel 1852 la stampa ridondava di acclamazioni per quel progetto che, come premesse, andava ad affiancare la grande line Milano-Venezia, l'anno successivo, su un periodico specialistico milanese appare uno scritto, rigorosamente anonimo che stigmatizza come
(Anon., Giornale dell'ingegnere, architetto ed agronomo, Volume 1, 1853, in S. Gallio, Oggi è un'ora di viaggio. La costruzione della strada ferrata tra Milano e Bologna, cit., p. 71.)
Dopo gli iniziali entusiasmi, dopo le esaltanti notizie sui periodici scientifico-economici sembra che una certa rilassatezza si fosse distesa sulla volontà costruttiva della Società per la ferrovia dell'Italia centrale. Nei primi mesi del 1854 proseguono ancora i lavori di livellazione e tracciamento della così detta strada centrale italiana e, in febbraio, per "Civiltà Cattolica"
(Civiltà Cattolica, Roma, 1854, in S. Gallio, Oggi è un'ora di viaggio. La costruzione della strada ferrata tra Milano e Bologna, cit., p. 76.)
I lavori però procedettero con esasperante lentezza; ancora a metà del 1855 negli Annali universali si descrivono i lavori da Milano a Piacenza con le parole Proseguono gli studii per nuove ferrovie.
Nel 1854, Vienna, le cui casse statali erano in condizioni critiche, aveva venduto parte delle ferrovie statali in Boemia e in Ungheria a una cordata di finanzieri fra cui spiccava il nome di Rothschild che, ove già non lo fosse, si avviava a diventare un vero e proprio magnate delle ferrovie su scala europea.
Nel 1855, in base alla Convenzione del 1852 la ferrovia Centrale Italiana doveva essere terminata. E invece i lavori erano ancora poco più avanti della fase degli studii: si rientrava nei termini per la revoca della Concessione. E revoca fu.

## La Convenzione del 1856
Entrò in scena Raffaello de' Ferrari, finanziere genovese che il Papa aveva nominato "Duca di Galliera" e che agiva per conto di Rothschild e altri finanzieri nord europei.
(S. Gallio, Oggi è un'ora di viaggio. La costruzione della strada ferrata tra Milano e Bologna, cit., p. 80.)
La Società ottenne la concessione il 17 marzo 1856, nel breve volgere, quindi, di tre giorni.
I testi sia della nuova Convenzione fra gli Stati che della nuova concessione alla nuova Società sono ricalcati sulla falsariga dei documenti del 1851-52. La differenza più significativa, forse è la definizione della "capotronco" in Toscana. Mentre nella prima convenzione non si era ancora deciso se la linea doveva terminare a Prato o a Pistoia, nel 1856 fu determinato il punto di arrivo: Pistoia. Prato aveva perso la corsa alla ferrovia per attraversare l'Appennino (che avrebbe però "vinto" 70 anni dopo con la Direttissima).
La Società ferroviaria che fu poi chiamata "Imperial-Regia Società privilegiata per le strade ferrate lombardo-venete e dell'Italia centrale" venne a possedere praticamente tutta la rete ferroviaria del nord Italia non piemontese e stava per costruire il secondo importante tratto appenninico dopo la Torino-Genova.
La società, inoltre si impegnava a costruire altre tratte ferroviarie, segnatamente in Lombardia ma anche nel Veneto e nel Friuli-Venezia Giulia, per congiungere le ferrovie austriache con quelle sabaude e quelle a sud del Po.
La ventata economica e progettuale diede una benefica scossa ai lavori che in un tempo abbastanza breve portarono ad una graduale apertura della linea al traffico. A guidare il grande progetto fu chiamato l'ingegnere lorenese Jean Louis Protche (Metz, 19 marzo 1818 - Bologna, 31 marzo 1886) già in forza in un'altra grande ferrovia di Rothschild in Francia, La Compagnie du Chémin de fer du Nord e che concluderà la sua vita a Bologna e come cittadino italiano. Protche impresse nuovo vigore alla progettazione e alla costruzione, dividendo il progetto in vari tronchi di una decina di chilometri, assegnati per lo più ad ingegneri francesi, si dedicò espressamente alla parte più impegnativa, il tratto appenninico, organizzò la costruzione delle stazioni di dimensioni anche provvisorie e ridotte in modo che la linea - da Piacenza a Bologna pensata a due binari ma che inizialmente era a semplice binario - fosse percorribile e produttiva al più presto.

## La guerra, la linea e le stazioni

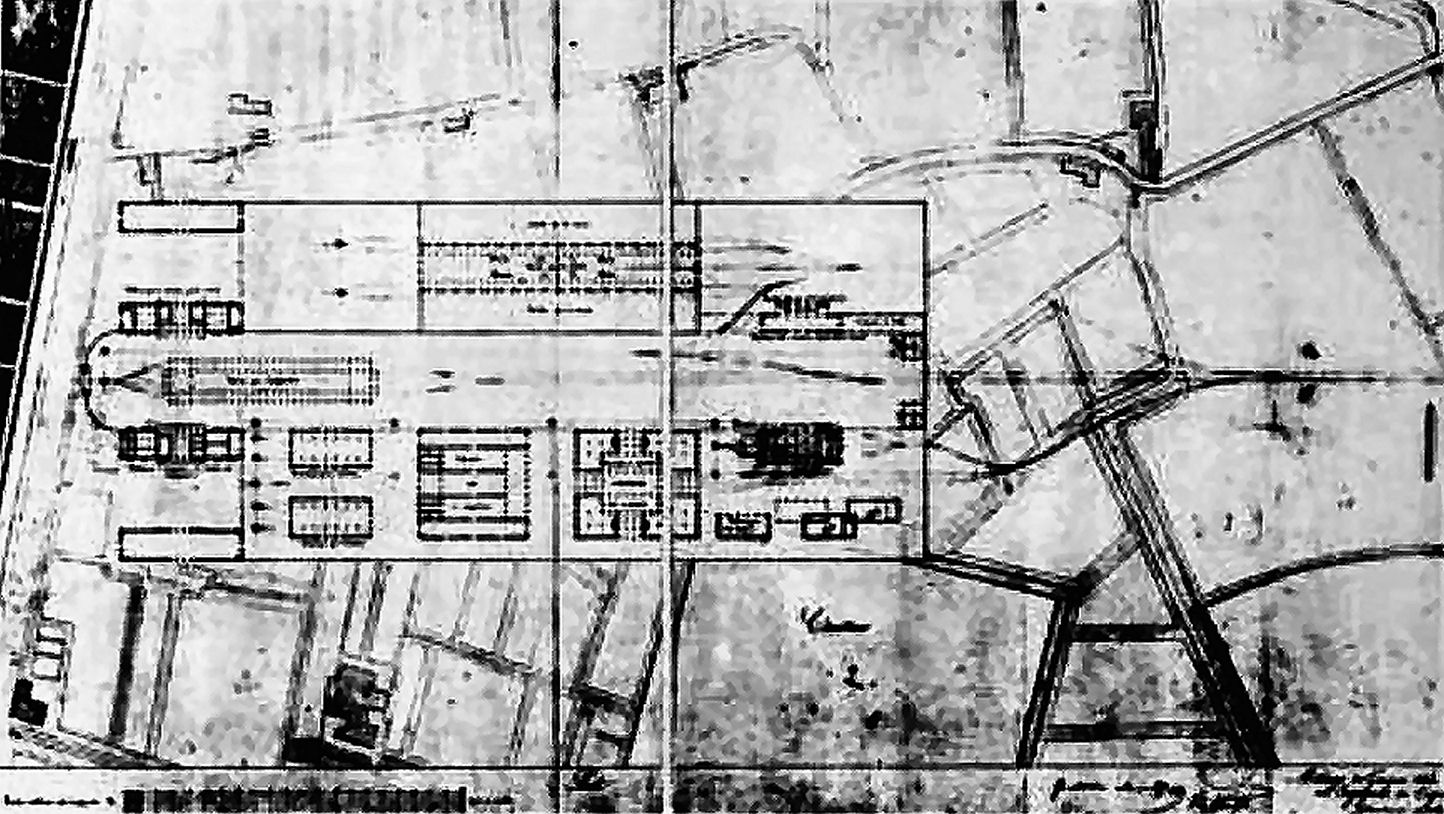
Stazione di Porta Tosa a Milano. Progetto di G. Milani (1843). Il progetto non fu mai realizzato

A Milano la società ferroviaria era diventata proprietaria di due stazioni (Porta Nuova per la linea Milano-Monza-Como e Porta Tosa, provvisoria per la ancora costruenda linea Milano-Venezia) fu quindi deciso di raccordare la linea da Bologna alla stazione di Porta Tosa, più meridionale, in attesa di costruire una stazione di Milano Centrale che potesse raccordare tutto il traffico di tutte le linee che gravitavano o avrebbero gravitato sulla capitale lombarda.
A Bologna, dove una stazione non esisteva, si rese invece necessario costruirne una ex.novo. Molti furono i progetti che si susseguirono in quegli anni. Alla fine, nel 1859 la stazione sorse, piccola e provvisoria dove oggi sorge la Stazione di Bologna Centrale. Di questo primo edificio non restano tracce, assorbito come fu dalla stazione di Protche del 1864, a sua volta rimaneggiata e sconvolta dal successivo lavoro di Gaetano Ratti col progetto del 1871.
La spinta costruttiva fu potente, è già il 13 agosto 1857 Pio IX, durante una visita pose la "prima pietra" del ponte sul Reno ma, attenzione, la pose nella settima delle pile che sostenevano i "15 grandiosi archi" del ponte; più o meno a metà della costruzione. Ragion per cui è lecito pensare che qualcosa la prima società per la ferrovia dell'Italia Centrale avesse davvero costruito. Ma non abbastanza da mantenere la concessione. Per dare un'idea dell'avanzamento dei lavori raggiunto dalla seconda società, si dà conto della situazione fra Modena e Bologna nell'aprile 1859.
La stazione che era "vasta ettari" e molte "fabbriche" stavano per essere completate; dalla stazione al fiume Reno era costruita la massicciata e le piccole opere d'arte; era gettato il binario "principale" che veniva utilizzato per il trasporto materiali; il ponte sul Reno era "pressoché" terminato, il binario arrivava a Castelfranco ed erano quasi finite tutte le stazioni secondarie e le altre opere.
La nuova società ferroviaria aveva dato un vero impulso ai lavori. Non mancava molto, infatti, all'allacciamento completo dei binari e all'inizio delle corse. Secondo gli Annali universali,
(Annali universali, Vol. VI, Serie IV, Milano, 1861. in S. Gallio, Oggi è un'ora di viaggio. La costruzione della strada ferrata tra Milano e Bologna, cit., p. 110.)
Il 4 luglio sembra essere quindi la data dell'apertura "ufficiale" della tratta Bologna-Piacenza (attenzione, Piacenza non Milano), lo stesso giorno in cui nel 1837, solo 22 anni prima, George Stephenson e soci aprirono la Grand Junction Railway la prima ferrovia di lunga distanza -182 km- del Regno Unito.
Appena due giorni dopo, le ferrovia Piacenza-Bologna mostrerà il suo potenziale, anche militare: un proclama della Giunta centrale provvisoria del governo di Bologna datato sera del 5 luglio 1859 avvisa la cittadinanza che
(Archivio di note diplomatiche: proclami, manifesti, circolari, notificazioni, discorsi, ed altri documenti autentici, riferibili all'attuale guerra contro l'Austria per l'indipendenza italiana, Milano, F. Colombo librajo, 1859. in S. Gallio, Oggi è un'ora di viaggio. La costruzione della strada ferrata tra Milano e Bologna, cit., p. 109.)

Nel frattempo, infatti, era scoppiata, era stata combattuta, e si stava già concludendo la seconda guerra d'indipendenza italiana, 

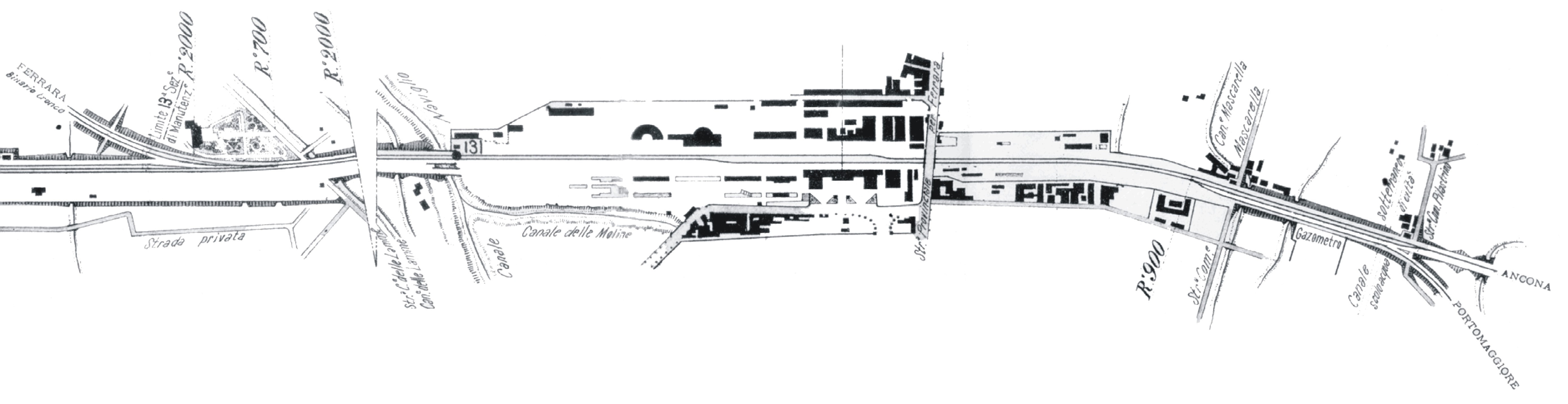
La stazione di Bologna Centrale. Progetto di Gaetano Ratti (1871)

le armate austriache erano state ricacciate fuori dalla Lombardia e le truppe piemontesi avevano invaso i ducati e le terre papali. In una simile situazione la linea non ebbe nemmeno a godere delle consuete celebrazioni di inaugurazione. Ma le truppe piemontesi erano arrivate in fretta (due giorni) per "mantenere l'ordine".
Ancora nel 1861, con la connessione della stazione di Porta Tosa con la linea ferroviaria si parlava di "treni da Piacenza". In un orario ferroviario del 1861 i treni andavano da Bologna (e da Parma) a Piacenza; ma già nel marzo dell'anno successivo, anche per merito dell'apertura della linea Bologna-Ancona (nell'autunno 1861) l'orario ferroviario mostra treni che partono da Milano e raggiungono la capitale marchigiana. E viceversa.

## Il ponte sul Po

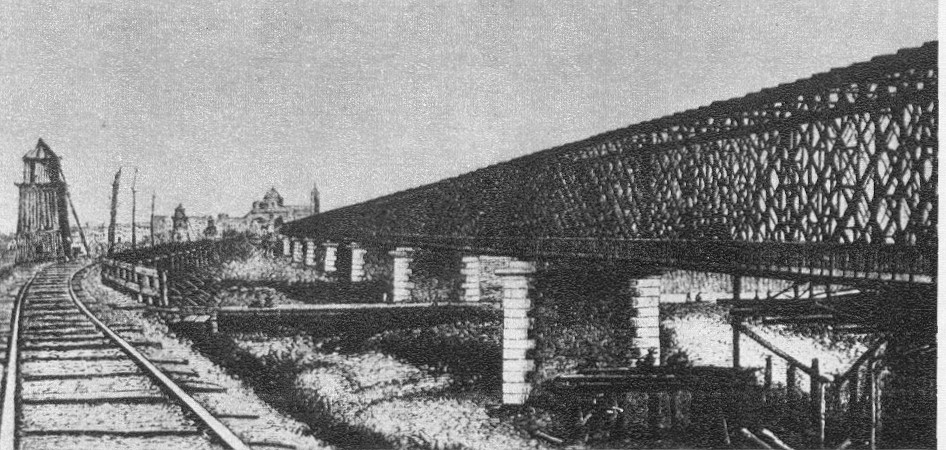
Il ponte sul Po inaugurato nel 1865

Per le finanze e le tecnologie dell'epoca dopo il tratto appenninico esisteva un altro ostacolo di una certa importanza e di un certo costo: il ponte sul Po a Piacenza. Era chiaro a tutti che sarebbe stato costosissimo ma la soluzione di trasbordare merci e passeggeri su traghetti veniva scartata fin dall'inizio. Vennero in effetti costruiti tre ponti, il primo, in legno doveva permettere l'apertura dell'intera linea in tempo per rispettare i limiti posti dalla concessione e per iniziare a far circolare i treni, fonte di guadagno per la Società.
(G. Evangelista, La ferrovia Piacenza-Milano e la sua secolare storia, in website http://www.pc.camcom.it/ccomm/cosa_facciamo/pubblicazioni/pc_economica/art1a.asp, Piacenza Economica, 2002.)
A fianco fu costruito un altro ponte in legno, di servizio per il passaggio di materiali, uomini e mezzi impegnati nella costruzione del "vero" ponte, in ferro.
Con il passaggio dei territori emiliani sotto il governo sabaudo cambiarono alcune priorità nella costruzione di ferrovie e il ponte sul Po a Piacenza fu soggetto a una disciplina rigida: Progetto governativo, partecipazione del Governo al 50% della spesa, ma con pagamento trimestrale a copertura dei lavori davvero compiuti. La costruzione fu affidata, nel 1861, alla "Parent, Schaken, Caillet e C." ed il progetto era opera dell'ing. Moreau. La "francesizzazione" delle ferrovie procedeva alacremente.
I treni cominciarono a circolare sul Po nei primi mesi del 1862 sul ponte di legno; ma la storia della costruzione della ferrovia tra Milano e Bologna è forse possibile farla terminare il 3 giugno 1865.
La storia lentamente sedimenta, scende ad annidarsi all'interno dei libri contabili. Diventando quotidianità.»
(S. Gallio, Oggi è un'ora di viaggio. La costruzione della strada ferrata tra Milano e Bologna, cit., p. 125.)